# Thomas Nast
Thomas Nast, né le 27 septembre 1840 à Landau (royaume de Bavière) et mort le 7 décembre 1902 à Guayaquil (Équateur), est un caricaturiste et un illustrateur germano-américain de la fin du XIXe siècle. Il est considéré comme l'un des pères de la caricature politique américaine.

## Jeunesse et formation
Thomas Nast voit le jour à la "Rote Kaserne" à Landau, en royaume de Bavière. Il est le fils d'un musicien du 9e régiment d'infanterie royal bavarois (de). Sa mère l'amène à New York à l'âge de six ans (1846). Il y étudie l'art pendant environ une année avec Alfred Fredericks et Theodore Kaufmann à la National Academy of Design. En 1855, après avoir arrêté ses études à l'âge de quinze ans, il est embauché comme dessinateur au journal Frank Leslies Illustrated Newspaper et trois ans après, au Harper's Weekly.

## Carrière

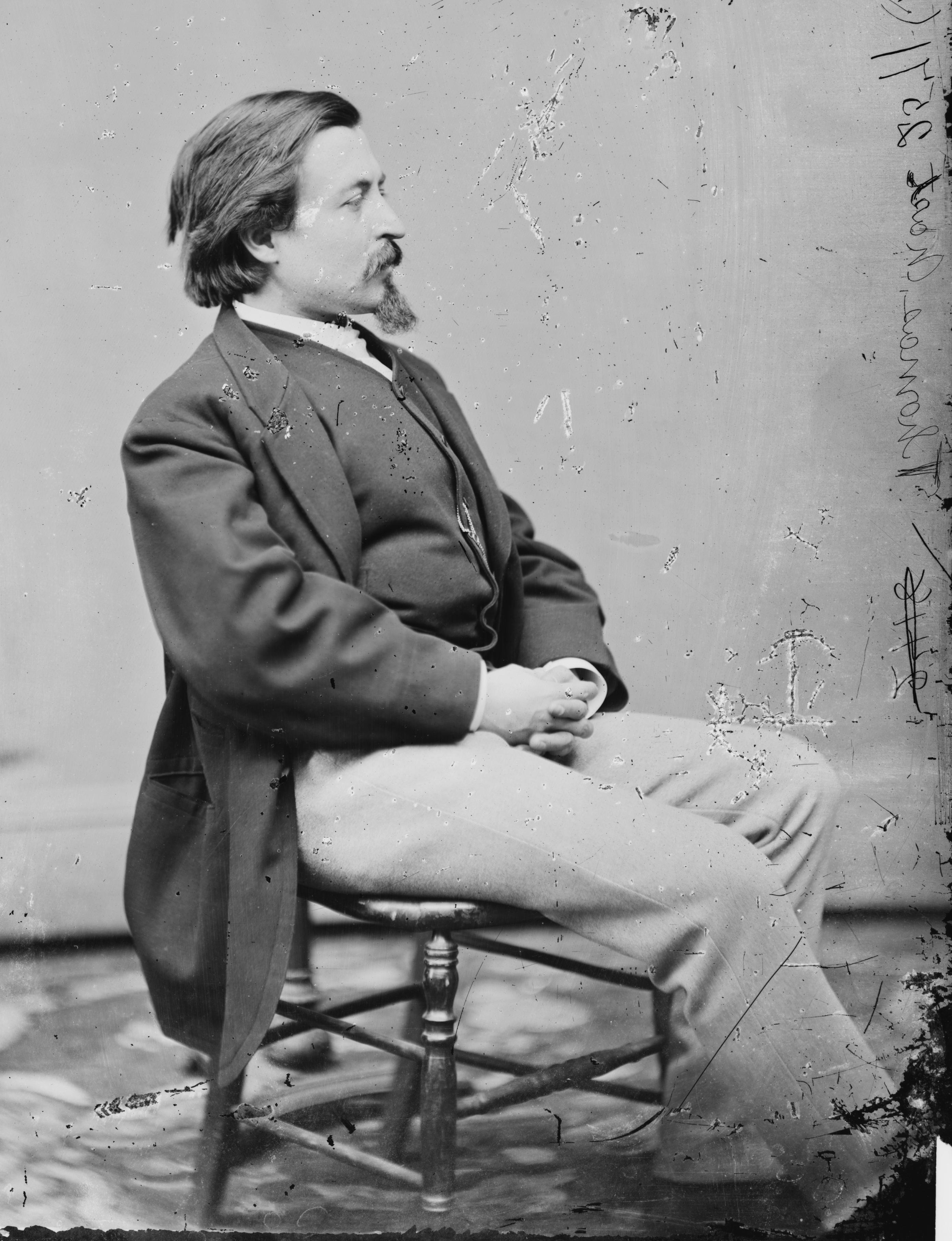
Photographie de Nast prise entre 1860 et 1875 par Mathew Brady ou Levin Handy.

Nast dessine pour le Harper's Weekly, un journal politique new-yorkais, de 1859 à 1860 et de 1862 à 1886. En 1860, il part en Angleterre pour un combat de boxe entre Heenan et Sayers, et rejoint en Italie Garibaldi pour The Illustrated London News. Les illustrations et les articles de Nast sur la campagne militaire de Garibaldi attirent l'attention du public américain. En 1861, il épouse Sarah Edwards.
Sa première œuvre importante est l'illustration "Peace" (1862), dirigée contre ceux du Nord qui s'opposent à la poursuite de la Guerre de Sécession. Cette illustration et les autres qu'il réalise sur le thème de la Guerre civile et de la Reconstruction sont publiées dans le Harper's Weekly. Il doit sa réputation à ses dessins de champs de bataille dans les États-frontières et les États du Sud. Ceux-ci lui valent un intérêt du public et Nast est surnommé par le président Abraham Lincoln « notre meilleur sergent recruteur ». Par la suite, Nast s'opposera vivement au président Andrew Johnson et à sa politique de reconstruction.

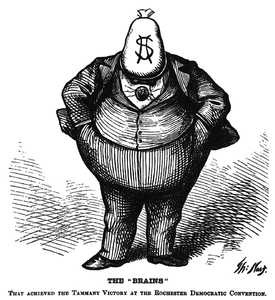
Les "cerveaux".
Le Boss. "Eh bien, qu'allez-vous en faire ?"
Illustration de Thomas Nast, gravure sur bois publiée par le Harper's Weekly (21 octobre 1871).

### Campagne contre le «Cercle de Tweed»
Les illustrations de Nast contribuèrent à la chute du politicien véreux William Tweed, dit le Boss. Celui-ci craignait tant le crayon de Nast qu'il lui envoya un émissaire lui proposant un pot-de-vin de 500 000 dollars pour abandonner sa campagne anti-Tweed et partir à l'étranger. Nast refusa l'offre et redoubla ses attaques. Tweed fut finalement arrêté en 1873 et inculpé de fraude. Lorsqu'il tenta d'échapper à la justice en décembre 1875, en fuyant pour Cuba et de là pour l'Espagne, les officiers chargés de l'arrêter à Vigo purent le reconnaître grâce aux dessins de Nast,.
La campagne anti-Tweed assura à Harper's Weekly un tirage trois fois supérieur à la normale, et à Nast une présence exceptionnelle. Dans de nombreuses éditions il apparaissait à la fois sur la couverture, sur la double page centrale, et sur le dessin final.
Pour Nast, les communautés d'immigrants irlandais avaient permis à Tweed d'asseoir sa popularité. Pour cette raison, et aussi parce que Nast était anti-catholique et nativiste – c'est-à-dire opposé à la campagne d'immigration américaine –, il présentait souvent la communauté irlandaise et le clergé catholique sous un jour peu favorable. En 1875, dans une de ses illustrations intitulée « Le Gange américain » (The American River Ganges), Nast représentait des évêques catholiques sous les traits de crocodiles prêts à attaquer des familles américaines.

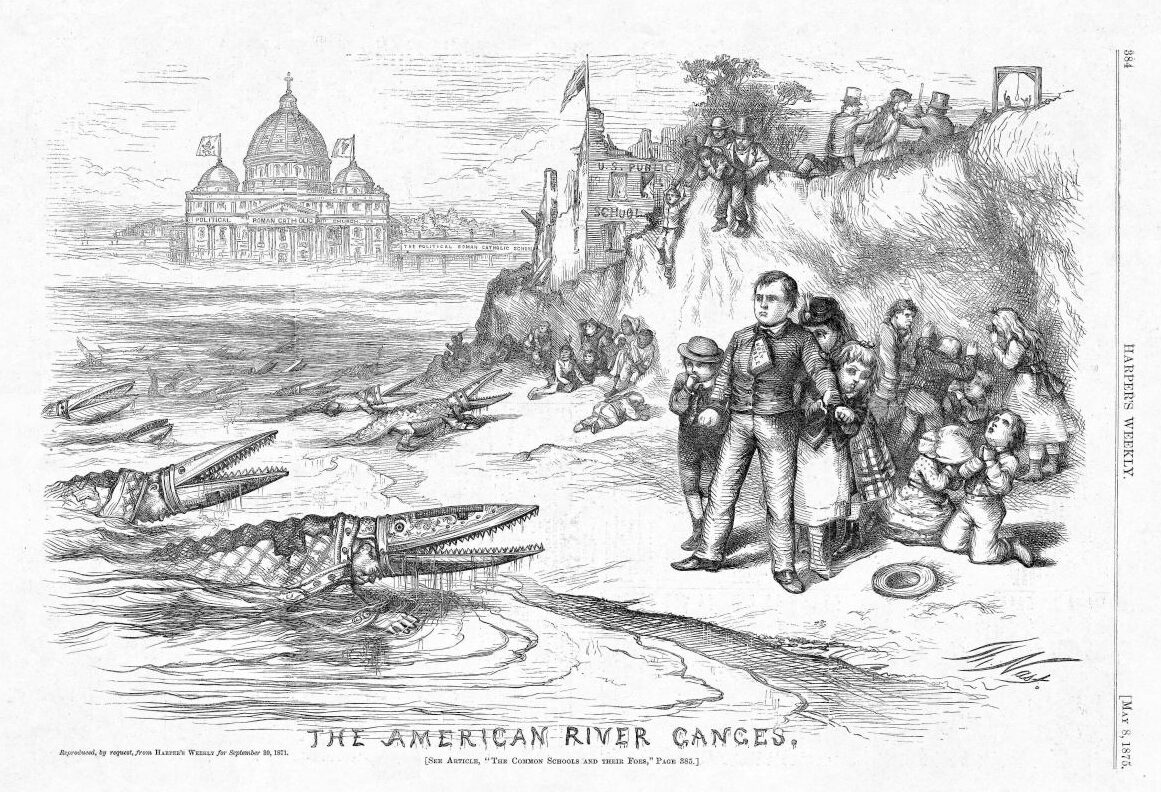
La célèbre illustration de Thomas Nast (1876), représentant des évêques attaquant des écoles publiques, avec la connivence de politiciens irlando-catholiques.

En revanche, ses caricatures étaient en général favorables aux Indiens et aux Chinois d'Amérique et plaidaient en faveur de l'abolition de l'esclavage. Nast traitait aussi de ségrégation et des violences du Ku Klux Klan, qu'il détaille dans l'une de ses plus célèbres illustrations, intitulée « Pire que l'esclavage » (Worse than Slavery), dans laquelle il représente une famille de Noirs déprimés dont la maison est détruite par un incendie, et deux membres du Ku Klux Klan et de la Ligue blanche se serrant la main dans leur entreprise de destruction contre les biens des Noirs américains.
Sa signature, « Tammany Tiger », a été reprise par plusieurs autres caricaturistes dans les années qui suivirent et Nast a introduit, dans les caricatures américaines, la technique de modernisation de scènes, par exemple en détournant des œuvres de Shakespeare à des fins politiques.

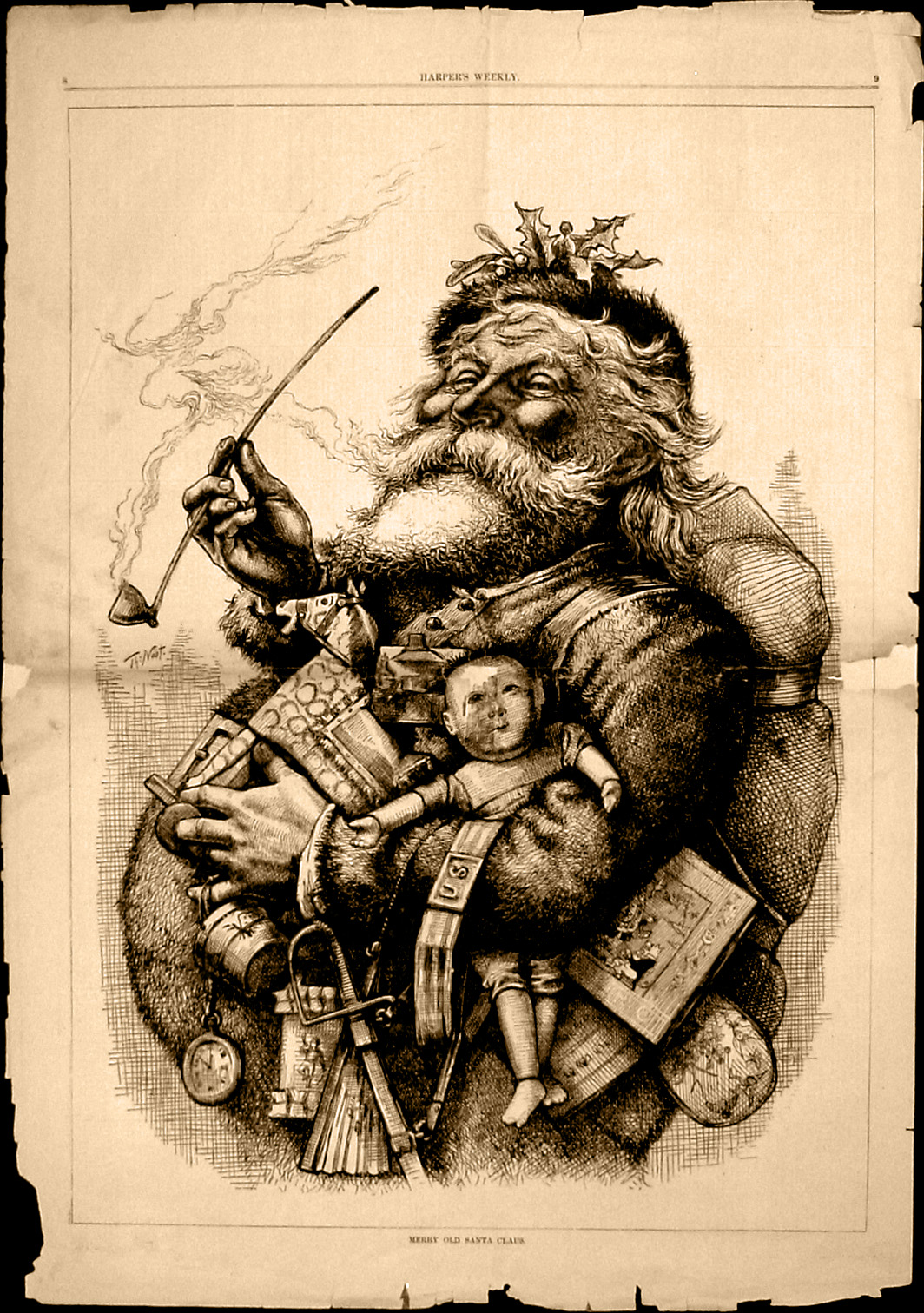
Merry Old Santa Claus, par Thomas Nast. Gravure sur bois publiée le 1 janvier 1881 par le Harper's Weekly.

### Partis politiques
Le Harper's Weekly et Nast jouèrent un rôle essentiel lors des élections d'Ulysses Grant en 1868 et en 1872. Lors de la campagne de 1872, la ridiculisation par Nast de la candidature de Horace Greeley fut sans pitié. Nast devint un ami personnel du président Grant, et leurs familles s'invitaient régulièrement à des dîners jusqu'à la mort de Grant (1885). Nast encouragea d'ailleurs les efforts de l'ancien président pour écrire son autobiographie alors qu'il se battait contre un cancer.
Nast partit pour Morristown en 1872 et y vécut plusieurs années. En 1873, il donna des conférences et présenta son œuvre dans tous les États-Unis, et il réitéra l'opération en 1885 et en 1887.
Il partageait les opinions politiques de son ami, l'écrivain Mark Twain, et demeura de nombreuses années fidèle aux idées républicaines. Nast était opposé à l'inflation de la monnaie et, pour illustrer la question, dessinait un bébé en loques. Il joua un rôle dans l'élection de Rutherford Hayes au poste de Président en 1876. Hayes affirma plus tard que Nast était « la plus puissante des aides » qu'il avait reçues, mais l'illustrateur finit par perdre ses illusions sur Hayes, dont il critiquait la politique de pacification au Sud. Il refusa pourtant de l'attaquer à tout crin dans le Harper's ; avec la mort de Fletcher Harper en 1877, Nast avait perdu un important soutien au journal et ses contributions se firent moins fréquentes. Il se concentra sur la peinture à l'huile et l'illustration de livres, mais sa production dans ces domaines ne peut être comparée à celle de ses caricatures.

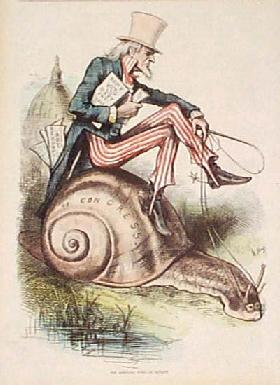
Représentation de l'Oncle Sam par Thomas Nast (1877)

En 1884, son plaidoyer pour la réforme du service civil et sa défiance vis-à-vis de James G. Blaine, le candidat républicain à l'élection présidentielle, le forcèrent à devenir un Mugwump, un activiste politique républicain soutenant le candidat démocrate Grover Cleveland, dont il contribua à assurer l'élection : le premier président démocrate depuis 1856. Selon le petit-fils de Nast, Thomas Nast Saint Hill, « on a admis que c'est le soutien de Nast qui a donné à Cleveland les quelques voix qui lui manquaient pour faire pencher la balance. En cela, sa dernière campagne politique, Nast a en "fait un président." » Néanmoins, la dernière participation de Nast au Harper's Weekly a été une illustration de Noël en décembre 1886. Pour le journaliste Henry Watterson, « "en quittant le Harper's Weekly, Nast a perdu sa tribune ; en perdant Nast, le Harper's Weekly a perdu son influence politique." »

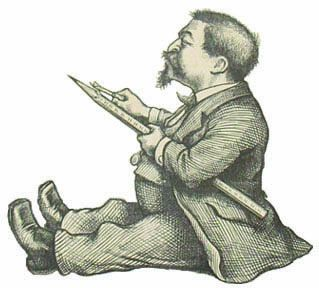
Autoportrait de Thomas Nast.

En 1890, il publie « Dessins de Noël de Thomas Nast pour le genre humain » (Thomas Nast's Christmas Drawings for the Human Race). Il contribue à des illustrations dans diverses publications, dont l'Illustrated American, mais en raison de nouvelles techniques d'illustration et la venue de jeunes talents, il ne connaît plus le même succès. En 1892, il prend le contrôle d'un magazine sur le déclin, le New York Gazette, et le renomme le Nast's Weekly. De retour dans le giron républicain, Nast utilise son hebdomadaire pour publier des caricatures de soutien à Benjamin Harrison, candidat à sa réélection au poste de président. Mais le magazine n'a guère d'impact et cesse de paraître peu après la défaite de Harrison.
En 1902, Theodore Roosevelt nomme Thomas Nast consul général à Guayaquil, en Équateur, un pays d'Amérique du Sud. Bien que gravement atteint par la fièvre jaune, Nast remplit héroïquement les missions diplomatiques et d'affaires qui lui sont confiées. À l'âge de 62 ans, il meurt de la fièvre jaune qu'il avait contractée à Guayaquil. Son corps est rapatrié aux États-Unis et enterré au cimetière de Woodlawn, dans le Bronx (New York).

## Œuvres majeures

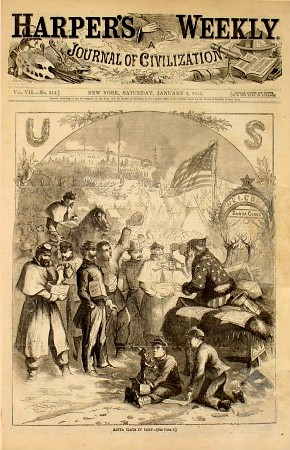
Le père Noël de Nast en couverture du Harper's Weekly du 3 janvier 1863.

- Une version classique du père Noël, dessinée en 1863 pour le Harper's Weekly.
- Un éléphant républicain.
- Un âne démocrate.
- Description des Irlandais sous les traits de chimpanzés.
- Le Tigre de Tammany Hall, symbole de la machine politique de William Tweed.
- Columbia, image gracieuse des Amériques dépeintes sous les traits d'une femme.
- Oncle Sam, image dégingandée des États-Unis (date à l'origine des années 1830, mais Nast et John Tenniel lui ont ajouté une barbe).
- John Bull, image d'un Anglais replet, symbolisant l'esprit du Royaume-Uni.
- John Chinaman (en), image sympathique de l'immigrant chinois.